# Georgette Blanchet
Pour les articles homonymes, voir Blanchet.
Georgette Blanchet est une Juste parmi les nations née le 20 octobre 1923 à La Guerche (Indre-et-Loire) et morte le 22 septembre 2002 à Ligueil. La médaille lui est remise en 1991.

## Biographie
Georgette Blanchet est la fille de Joseph Eugène Blanchet et
d'Ernestine Decharte. Elle habite avec ses trois frères André, Henri et René Blanchet à La Guerche, au Sud de la ligne de démarcation française. Ils font partie d'un réseau de sauvetage pour faire passer des prisonniers évadés et du courrier en zone libre.
La nuit, une barque traverse la Creuse. Le réseau sauve un grand nombre de Juifs, dont deux familles entières. Georgette Blanchet et ses frères leur font franchir la rivière après les avoir cachés dans leur village plusieurs jours.
Elle meurt le 22 septembre 2002.

## Postérité
Le 19 décembre 1991, Yad Vashem décerne le titre de Juste des nations à Georgette Blanchet et à ses trois frères,.
Pendant cette célébration, à la question que lui pose une connaissance concernant un Monsieur présent à la cérémonie, qu'elle avait sauvé pendant la guerre, alors qu'il n'était qu'un enfant, "Quand tu as sauvé ce Monsieur, savais-tu qu'il était juif?"; elle a répondu: "Non, je ne savais pas, j'ai sauvé un enfant."